# Кизил-Аджло
Кизил-Аджло (груз. ყიზილ-აჯლო, азерб. Qızılhacılı) — второе по численности населения село Марнеульского муниципалитета, края Квемо-Картли республики Грузия. На 98 % состоит из азербайджанцев. Находится на юге Грузии, на территории исторической области Борчалы.

## География

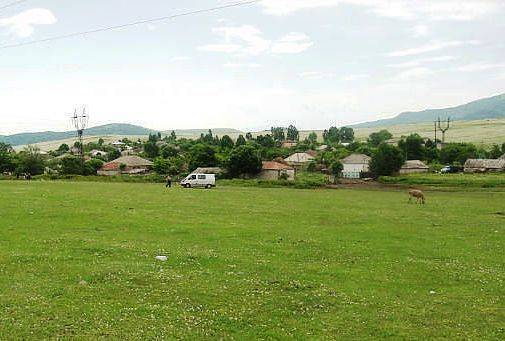
Село Кизил-Аджло

Село Кизил-Аджло расположено западнее города Марнеули, на высоте 400—420 метров над уровнем моря. Граничит с селами Тамариси, Бала-Муганлы, Джандар и Халлавар.

## Население
По данным Государственного статистического комитета Грузии, согласно официальной переписи 2002 года, численность населения села Кизил-Аджло составляет 7124 человека и на 98 % состоит из азербайджанцев. По численности населения село Кизил-Аджло занимает второе место в Марнеульском муниципалитете после села Садахло.

## Экономика
Население в основном занимается сельским хозяйством, овцеводством и скотоводством.
В 2011 году фирма индивидуального предпринимателя из Грузии купила на аукционе, организованном Агентством природных ресурсов при Министерстве энергетики и природных ресурсов Грузии, лицензию на добычу полезных ископаемых в селе Кизил-Аджло Марнеульского района за 11 тысяч лари при стартовой цене 10 000 лари.

## Достопримечательности
- Мечеть XIX века. По распоряжению министра культуры и защиты памятников Грузии, мечеть в селе Кизил-Аджло получила в марте 2012 года статус памятника культурного наследия.[4] Как отмечается в распоряжении министра, эти объекты получают статус памятника культурного наследия с целью правовой охраны их историко-культурной ценности.[5]
- Средняя школа[6]
- Амбулатория[7]
- Нефтяной терминал[8]

## Культура
В Государственном музее Грузии, среди множества экспонатов находится также вислообушный топор, обнаруженный в селе Кизил-Аджло.

## Известные уроженцы
- Фикрет Мурсагулов — слепой писатель и журналист.